# Керес (мова)
Керес — мова індіанців, якою говорять народи керес, жителі пуебло в Нью-Мексико. Залежно від аналізу, керес вважають малою мовною родиною або мовним ізолятом із кількома діалектами. Різновиди кожного з семи діалектів керес-пуебло взаємозрозумілі з найближчими сусідами. Існують суттєві відмінності між західними та східними групами, які іноді вважаються окремими мовами.

## Родинний поділ
- Діалекти східної групи керес — 4580 мовців (за оцінками 1990 року)
  - котиіт (пуебло Кочеті) — 600 носіїв (дані 2007)
  - катіштя (пуебло Сан-Феліпе) — 2340 носіїв (дані 2007)
  - кева (пуебло Кева, раніше — пуебло Санта-Домінго) — 2850 носіїв (дані 2007)
  - ц'я (пуебло Зія) — 500 носіїв (дані 2007)
  - тамайя (пуебло Санта-Ана) — 390 носіїв (дані 2007)
- Діалекти західної групи керес — 3391 мовець (за оцінками 1990 року)
  - аак'у (пуебло Акома) — 1930 носіїв (дані 2007)
  - к'аваіка (пуебло Лагуна) — 2060 носіїв (дані 2007)

## Генетичні стосунки
Керес вважається мовним ізолятом. У минулому Едвард Сапір згрупував її разом у хокано-сіуанську групу мов. Морріс Сводеш припустив зв'язок із мовою вічіта. Джозеф Грінберг згрупував керес із сіу, ючі, каддойськими та ірокезькими мовами. Жодна з цих пропозицій не була підтверджена подальшими лінгвістичними дослідженнями.

## Фонологія
Керес має від 42 до 45 приголосних звуків та близько 40 голосних звуків, що складає загалом близько 95 фонем, залежно від аналізу та різновиду мови. На основі класифікації у Світовому атласі мовних структур, керес — це мова з великим приголосним запасом.
Велика кількість приголосних пов'язана з тристороннім розрізненням глухих, придихових і викидних приголосних (наприклад, / t tʰ tʼ /), а також більшою за середню кількість фрикативів (тобто / s sʼ ʂ ʂʼ ʃ ʃʼ h /) та африкатів, останній також показує тристоронній розрізнення, яке можна знайти у проривних.
Велика кількість голосних походить через відмінності між довгими та короткими голосними (наприклад / e eː /), а також від наявності тонів та беззвучності. Таким чином, одна голосна може мати сім різних реалізацій: / é è e̥ éː èː êː ěː /, усі вони використовуються для розрізнення слів у мові.

## Орфографія
Традиційні вірування народу керес стверджують, що мова керес — священна та повинна існувати лише в розмовній формі. Релігійний підтекст мови та роки переслідування релігії пуебло європейськими колонізаторами можуть також пояснити, чому для керес не існує єдиної орфографічної конвенції. Однак практична система правопису була розроблена для діалекту Лагуни — к'аваіка та діалекту Акома-пуебло — аак'у, які досить схожі.

#### Позначки в Акома
У писемності пуебло Акома іноді використовують спеціальні діакритичні знаки для приголосних.

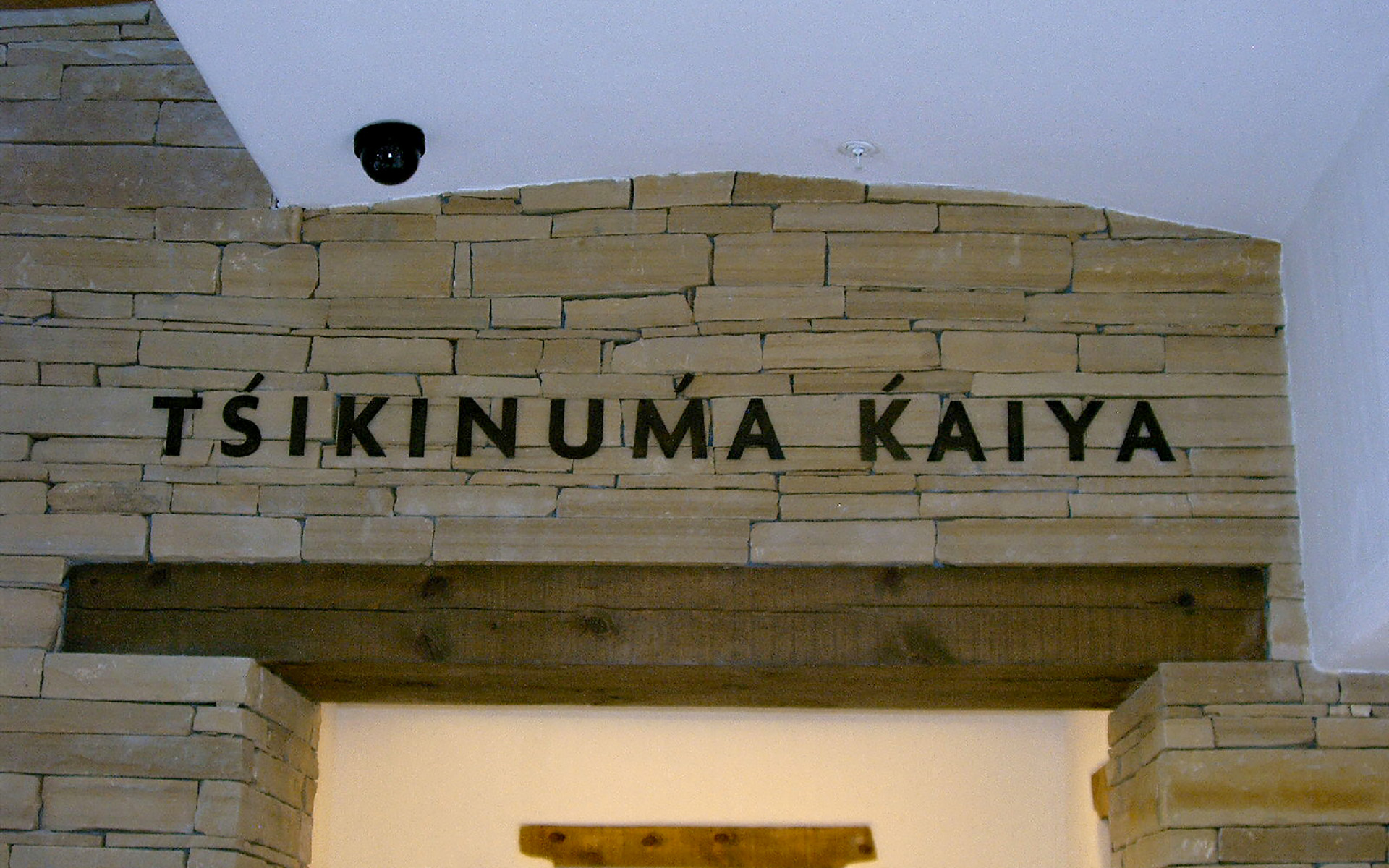
Вивіски в Акома пуебло

| Основні | ⟨pʼ⟩ | ⟨tʼ⟩ | ⟨kʼ⟩ | ⟨sʼ⟩ | ⟨tsʼ⟩ | ⟨mʼ⟩ | ⟨wʼ⟩ | ⟨yʼ⟩ | ⟨nʼ shʼ srʼ tyʼ⟩ |
| ------- | ---- | ---- | ---- | ---- | ----- | ---- | ---- | ---- | ---------------- |
| Акома   | ⟨ṕ⟩  | ⟨t́⟩  | ⟨ḱ⟩  | ⟨ś⟩  | ⟨tś⟩  | ⟨ḿ⟩  | ⟨ẃ⟩  | ⟨ý⟩  |                  |

## У популярній культурі
Керес була однією із семи мов, якими співали в рекламному ролику Coca-Cola «Це прекрасно» під час Суперкубку 2014 року.